# Consul (Rome antique)
Vous lisez un « bon article » labellisé en 2012.
Pour les articles homonymes, voir Consul.
Les consuls sont des magistrats romains dont la fonction serait apparue lors de la fondation de la République, et qui sera abolie par Justinien en 541. Ils formaient un collège de deux magistrats qui, jusqu'au principat d'Auguste, étaient élus pour un an par le peuple romain réuni en comices centuriates. Ils exerçaient l'imperium, pouvoir suprême civil et militaire, et commandaient les armées. Leur pouvoir n'était toutefois pas absolu car ils l'exerçaient sous le contrôle du Sénat et étaient exposés à l'éventuelle action d'obstruction d'un tribun de la plèbe.
L'élection exige de nombreux appuis et cette magistrature non rémunérée nécessite, au fil du temps, de plus en plus de moyens pour être exercée ; aussi le consulat n'est-il réellement accessible qu'à une aristocratie riche et influente. Les anciennes familles patriciennes tentent de se réserver cette charge durant le Ve siècle av. J.-C. mais, en 367 av. J.-C., les lois licinio-sextiennes en ouvrent l'accès régulier aux plébéiens. L'exercice du pouvoir consulaire à la tête de l'armée permet d'acquérir gloire et popularité pour soi-même et sa famille, ainsi qu'influence et richesses, tandis que les succès militaires étendent peu à peu la domination romaine sur le monde méditerranéen. Aux IIe et Ier siècle av. J.-C., la compétition pour obtenir le consulat s'exacerbe et des généraux ambitieux l'utilisent pour asseoir leur domination sur la République, jusqu'à ce que Jules César puis Octave-Auguste accaparent le pouvoir de façon définitive.
Sous l'Empire, aux élections se substitue une ratification formelle par le Sénat des candidats recommandés par l'empereur, et le consulat devient un titre honorifique, pour un mandat réduit à quelques mois en raison de la multiplication des consuls remplaçants (les suffects). Seuls les consuls en titre au premier janvier conservent l'éponymie, honneur permettant de donner leur nom à l'année. La qualité d'ancien consul ouvre néanmoins l'accès aux postes élevés de l'administration impériale. Malgré les bouleversements institutionnels de l'empire au IVe siècle, le consulat se maintient sous la forme d'une dignité prestigieuse et coûteuse, répartie entre Rome et Constantinople, la nouvelle capitale. Le dernier consul est désigné en 541 par Justinien, puis le titre n'est plus ensuite qu'une dignité mineure parmi la liste de titres byzantins.

## Évolution sous la République

### Création du consulat

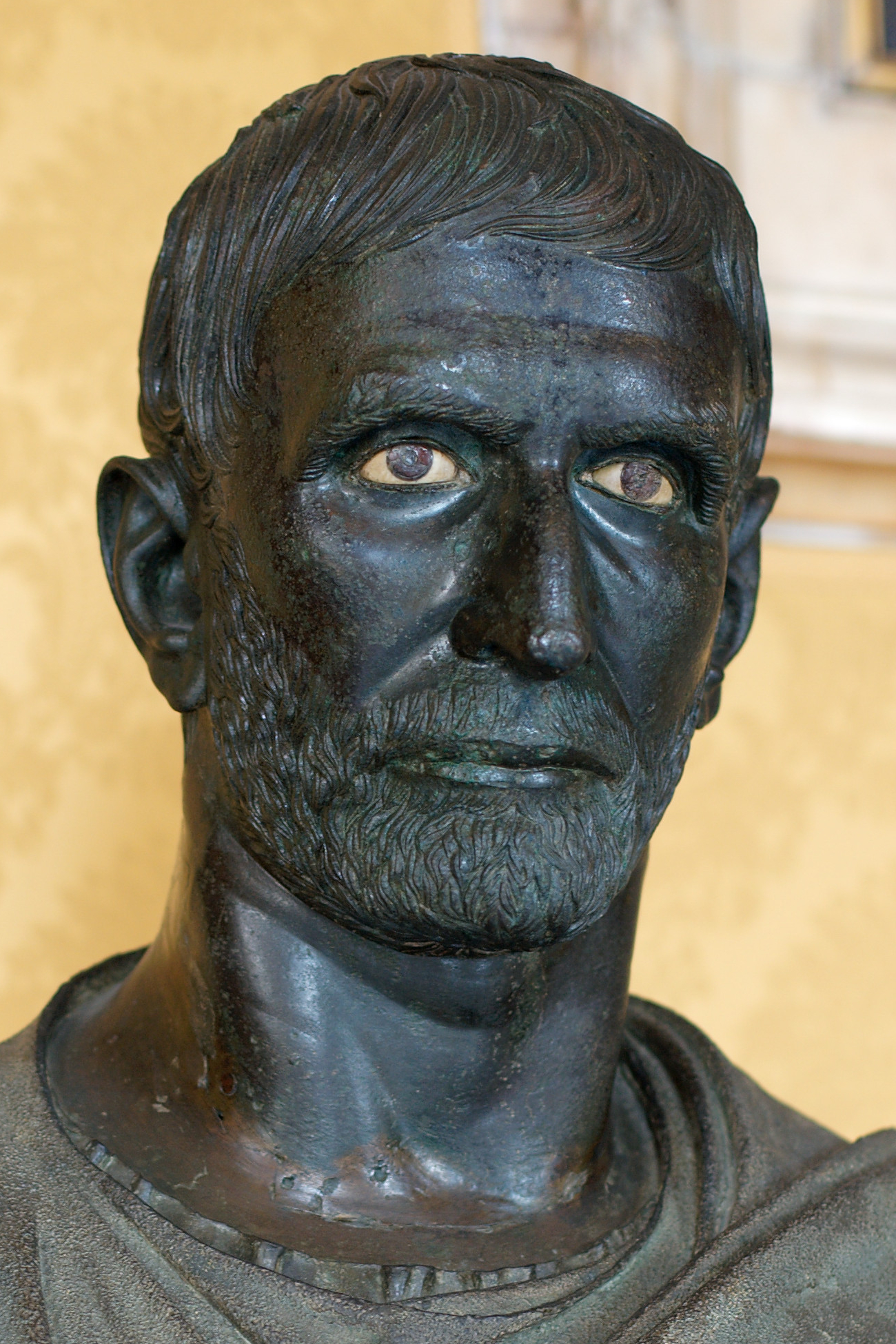
Brutus, le légendaire premier consul romain. Tête en bronze des, musées du Capitole à Rome.

Après la chute de la royauté en 509 av. J.-C., les pouvoirs royaux sont partagés entre un rex sacrorum pour les rites religieux qui exigent la participation d'un roi, et un collège de deux magistrats au pouvoir identique désignés pour une durée limitée à un an. Aujourd'hui encore les historiens ignorent d'où est provenue l'idée d'un pouvoir partagé à l'identique pour une durée limitée. La conception romaine semblerait donc profondément originale, bien qu'il y ait eu des précédents en Grèce (certaines cités grecques comme Sparte, Athènes et Messène, avaient également un système intégrant plusieurs rois).

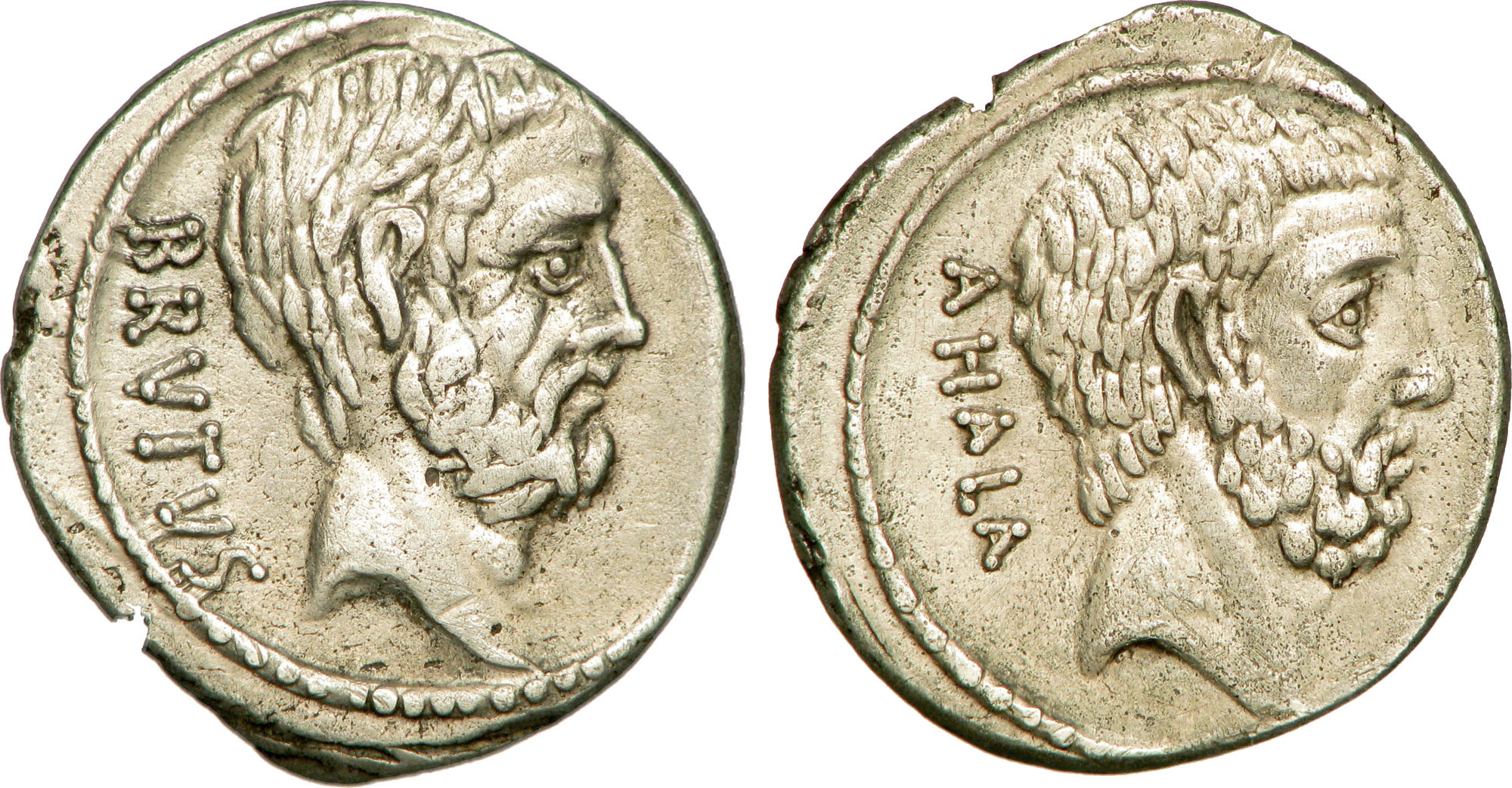
Denier en argent représentant Brutus.

Quoique les historiens antiques situent l'apparition des consuls dès les premières années de la République romaine, les historiens modernes supposent, sur la base de la mention faite par Tite-Live dans son Histoire romaine, que les premiers magistrats s'appelaient des prætores (préteurs), dirigés par un prætor maximus, ou des judices (juges). La date de l'apparition de l'appellation de consules est discutée et n'a peut-être lieu qu'à partir de 449 av. J.-C. environ, après la proclamation de la loi des Douze Tables, ou, pour certains auteurs plus critiques, après les lois de 367 av. J.-C. organisant l'accès au consulat. La plus ancienne attestation épigraphique de consul (‹ consol ›) est l'éloge de L. Cornelius Scipio Barbatus, pour un consulat en date de 298 av. J.-C..
L'étymologie du mot « consul » est incertaine : il proviendrait du verbe consulere, « consulter, juger, décider » selon Festus, ou bien de cum salire, « ceux qui vont ensemble », de con/cum, « ensemble », et de salire, « bondir, sauter, jaillir », désignant en d'autres termes « les collègues », reflet de la collégialité fondamentale de cette première magistrature de la République.

### Ouverture du consulat aux plébéiens
Selon les historiens antiques, les patriciens monopolisent l'accès au consulat dès le début de la République, tandis que les plébéiens vont, pendant un siècle et demi d'âpres rivalités allant jusqu'à la sécession, lutter grâce à leurs représentants, les tribuns de la plèbe, pour limiter l'arbitraire du pouvoir des consuls et obtenir qu'on leur donne l'accès régulier au consulat. Cette interprétation historique a prévalu de Theodor Mommsen (1817-1903) à Karl Julius Beloch (1854-1929), mais l'examen de la liste des consuls donnée par les Fastes consulaires et l'identification de titulaires plébéiens corrige cette vision uniforme, indiquant des alternances d'ouverture et de monopole patricien. De 509 av. J.-C. à 486 av. J.-C. apparaissent douze consuls plébéiens, dont le dernier, Sp. Cassius, est exécuté à la sortie de son troisième consulat sous l'accusation d'avoir voulu devenir roi. Lors de la période suivante, de 485 av. J.-C. à 470 av. J.-C., tous les consuls sont patriciens, puis quelques rares plébéiens sont élus à partir de 469 av. J.-C..
Après des années de tension sociale, les consuls et les tribuns de la plèbe se démettent en 451 av. J.-C. au profit d'un collège de decemvirs chargé de codifier une législation jusqu'ici informelle et non écrite. La loi des Douze Tables publiée en 449 av. J.-C. met fin à l'arbitraire des sanctions par une règlementation écrite, affichée pour être connue de tous et commune aux plébéiens et aux patriciens,.
Toutefois, ces lois ne déterminent pas le fonctionnement de la République et n'évoquent pas la parité d'accès au consulat. De surcroît, l'exercice du pouvoir se complexifie car les consuls sont parfois remplacés, à partir de 444 av. J.-C. et selon les années, par des tribuns militaires à pouvoir consulaire, plus nombreux que les deux consuls mais aux pouvoirs et aux prérogatives plus limités. Théoriquement, les candidats à ces magistratures peuvent être plébéiens mais les élus sont encore patriciens pour la plupart. On élit de moins en moins de consuls après 426 av. J.-C., et plus aucun entre 391 et 367. Enfin, en 367 av. J.-C., les tribuns de la plèbe Caius Licinius Stolon et Lucius Sextius Lateranus, après avoir bloqué pendant cinq ans la tenue des élections, font voter les lois licinio-sextiennes qui rétablissent le consulat et rendent obligatoire qu'un des deux consuls soit un plébéien.
Comme une tentative de parade aux concessions accordées aux plébéiens ou une solution pour mieux assurer l'administration de la cité face aux sollicitations militaires quasi permanentes, les pouvoirs civils des consuls sont partiellement réattribués à d'autres magistratures, dont les patriciens se réservent l'exclusivité dans un premier temps : créés en 444 av. J.-C., les censeurs procèdent tous les cinq ans au recensement de la population romaine et à sa répartition dans les différentes centuries, selon la fortune et les mœurs de chaque citoyen. Un préteur annuel est créé vers 367 av. J.-C., puis un second en 242 av. J.-C., qui déchargent le consul de la gestion de la justice civile à l'intérieur de Rome. Ces préteurs ont toutefois un pouvoir (l'imperium) inférieur à celui d'un consul.

### Mainmise de lanobilitas
À partir de 342 av. J.-C., le partage du consulat est régulièrement respecté, et au moins un consul sur deux est un plébéien. La valeur guerrière constitue à Rome le meilleur critère pour l’accès au gouvernement et la conduite de la guerre qu’offre l’exercice du pouvoir consulaire permet d’acquérir richesse et célébrité, d’entretenir de vastes clientèles et de nourrir les ambitions des familles nobles,. L’obtention d’un second consulat (dit consulat bis), ou de la censure, réservée aux anciens consuls, couronne une carrière politique.
Aux IVe et IIIe siècles av. J.-C., le pouvoir des patriciens s’effrite au profit de celui des grandes familles plébéiennes et ces deux classes vont ensemble constituer la nobilitas, ceux dont les ancêtres ont exercé le consulat. Des études prosopographiques des listes de consuls tentent de cerner la mainmise de cette nobilitas sur les magistratures. Selon Élisabeth Deniaux, les membres de cette aristocratie ont tendance à se réserver de génération en génération l’accès au consulat grâce à leurs relations familiales et leurs clientèles. On observe ainsi qu’au IIIe siècle av. J.-C. les Caecilii obtiennent 19 consulats, les Fabii 18 et les Valerii, 13. Mais les pertes considérables de la deuxième guerre punique ont créé des vides et obligé à un renouvellement. Ainsi, au IIe siècle av. J.-C., cette monopolisation s’atténue et des hommes nouveaux (homo novus), dont la famille n’a pas encore eu accès aux magistratures supérieures, apparaissent. À la fin du IIe siècle et au Ier siècle av. J.-C., la nobilitas reprend sa prépondérance et il devient difficile à un homme nouveau d’accéder au consulat. Ainsi, si de 284 à 224 av. J.-C. on dénombre quinze hommes nouveaux, ils ne sont plus que quatre de 200 à 146 av. J.-C., et les deux cents consuls entre 233 et 133 av. J.-C. n'appartiennent qu'à cinquante-huit familles. Parmi celles-ci, on retrouve les Cornelii, les Æmilii, les Fulvii, les Postumii et les Claudii Marcelli : à elles-seules, ces cinq familles cumulent cinquante-deux consulats. Néanmoins, Mireille Cébillac-Gervasoni considère qu’une certaine fluidité existe jusqu’au milieu du IIe siècle, illustrée par le consulat en 195 av. J.-C. de Caton le Censeur, un homme nouveau. Elle constate ainsi qu'un tiers des consuls ne compte pas de consul dans les trois générations antérieures, et seulement un tiers des consuls ont un fils qui obtient le consulat.

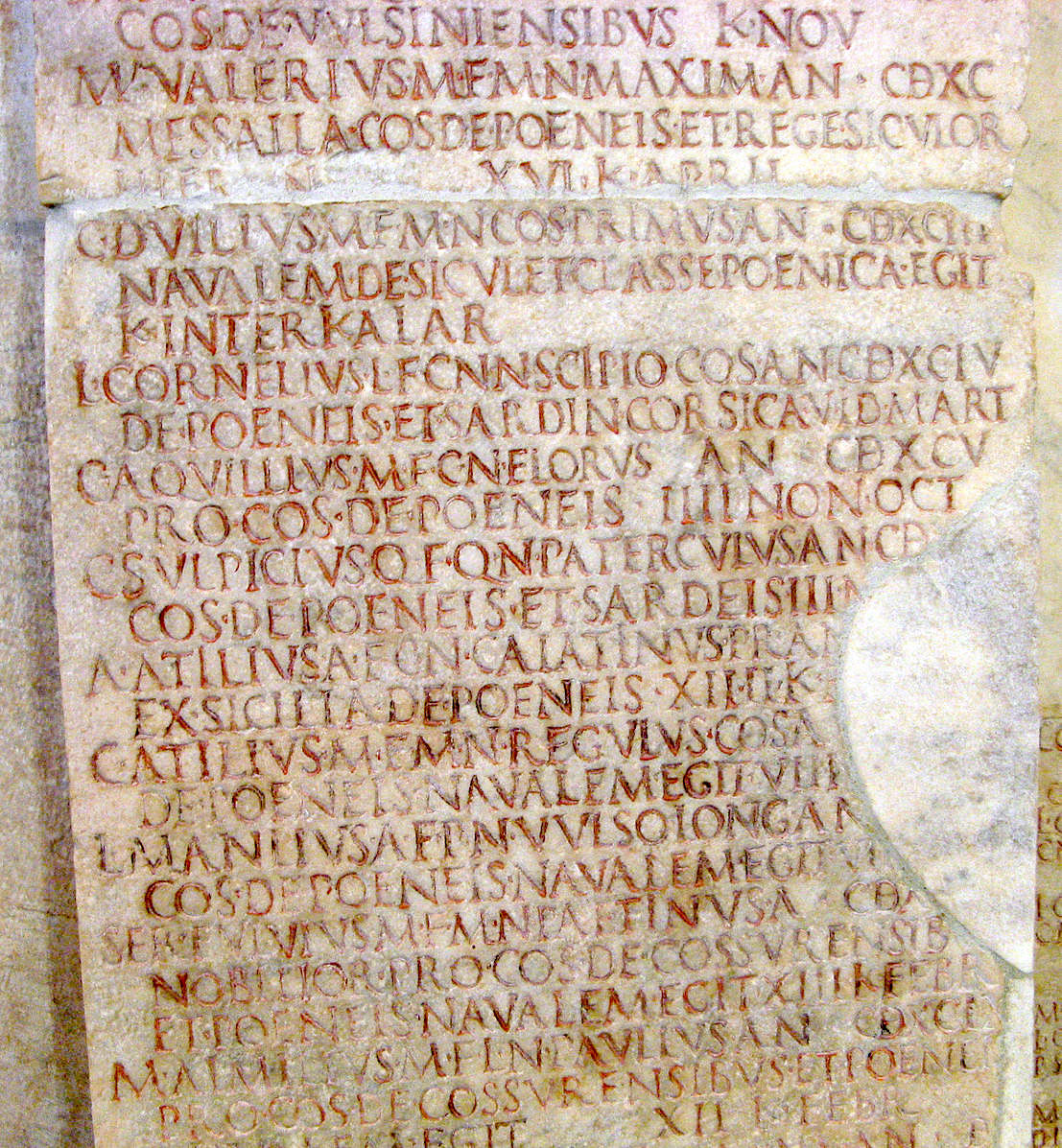
Le sommet de la gloire pour un consul est de voir son nom figurer dans la liste officielle des triomphes, les Fastes triomphaux. Fragment XX, Musei Capitolini, Rome.

Malgré les exemples de consul à la pauvreté vertueuse célébrés par les historiens romains, la naissance aristocratique et la fortune sont indispensables pour mener une campagne électorale, entretenir par sa générosité ses clients qui sont autant d’agents électoraux, et assumer ensuite une magistrature non rémunérée. Aux revenus de leurs propriétés, les consuls et proconsuls ajoutent les revenus licites du butin de leurs campagnes militaires, et, pour certains, les gains illicites des exactions sur les peuples soumis. La conduite de la guerre devient pour nombre de consuls l’occasion de célébrer un triomphe, et d’accroître ainsi leur popularité. Les triomphes deviennent des démonstrations fastueuses après celui de Scipion l'Africain en 201, de Lucius Fulvius Noblior en 186, au point qu'en 179 av. J.-C. le Sénat décide de plafonner les dépenses des triomphes.
À leur retour à Rome, les consuls et les proconsuls commencent à devoir rendre des comptes : en 171 av. J.-C. se tient le premier procès connu intenté à un proconsul pour ses extorsions perpétrées en Espagne. D’autres procès suivent, mais les accusés, jugés par leurs pairs, ne sont en pratique jamais condamnés. En 149 est créé à Rome le premier tribunal permanent chargé de juger les exactions des gouverneurs de province.
En même temps, de nouvelles lois codifient progressivement la vie politique : la lex Villia Annalis organise en 180 av. J.-C. le parcours politique pour accéder au consulat (cursus honorum) et la loi de 151 av. J.-C. interdit le renouvellement du consulat. Pour permettre aux consuls de régler les affaires à Rome avant de partir dans leurs provinces, l'entrée en charge est avancée au 1er janvier.

### Le temps des généraux

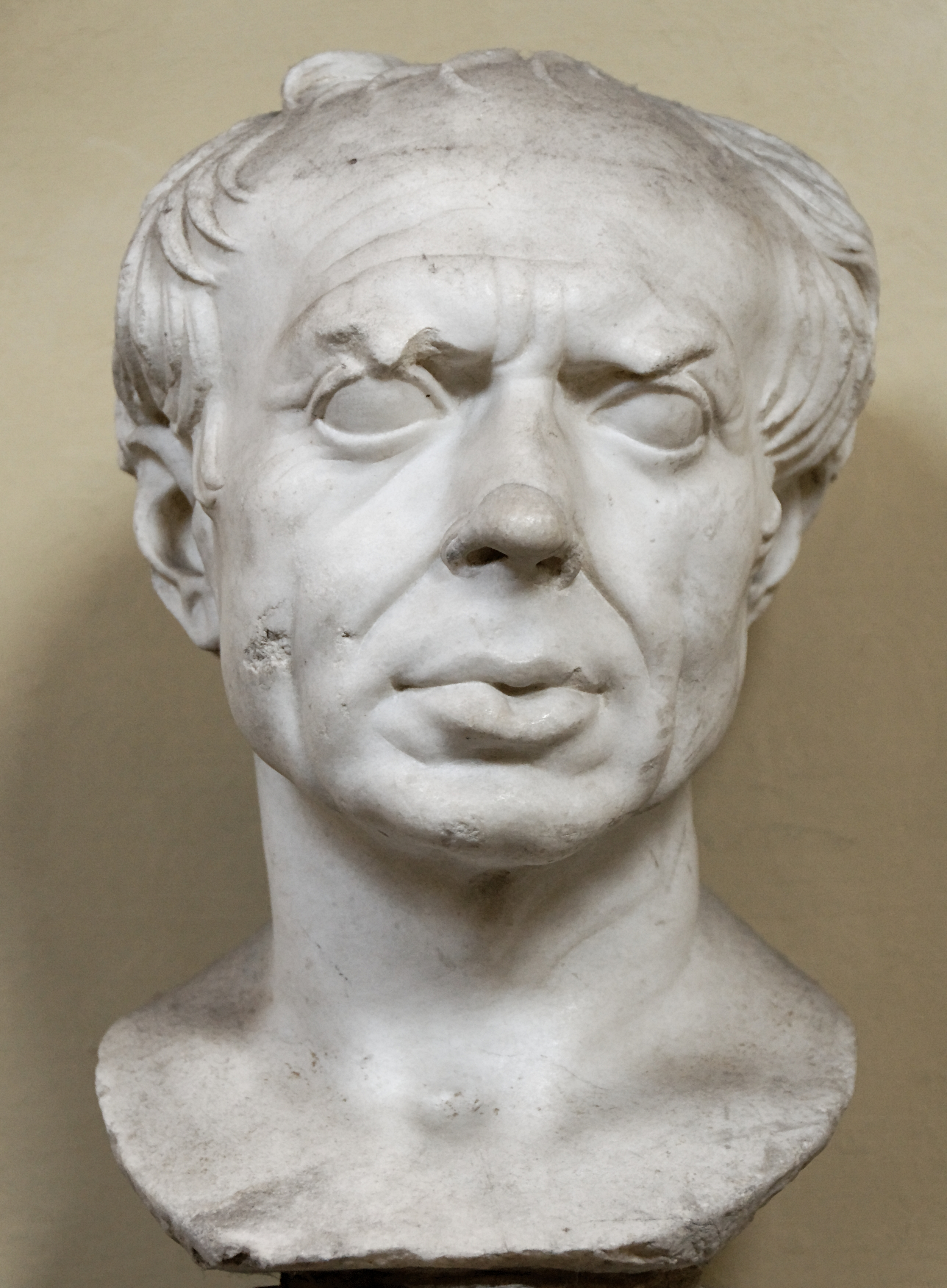
Buste présumé de Marius, sept fois élu consul, dont cinq fois consécutivement. Musée Chiaramonti, Rome.

Ces dispositions légales n’empêchent pas des exceptions en faveur des chefs de guerre, d'autant plus que la durée limitée imposée au consulat ne permet pas toujours de mener les actions militaires longues et éloignées que nécessite l'Empire. Ainsi, Scipion Émilien est élu consul pour 147 av. J.-C. sans avoir suivi le cursus réglementaire et avant l’âge légal, pour mener le siège de Carthage. Il est de nouveau élu consul en 134 av. J.-C. malgré la loi sur le non-renouvellement du consulat, pour achever la guerre en Espagne cette fois. Parvenu au faîte des honneurs avec la censure, il demeure dans la stricte légalité malgré les crises politiques et sociales qui commencent à agiter la République. Cependant, d’autres succès militaires permettent aux consuls ambitieux et charismatiques de gagner la fidélité de leurs troupes et de s’imposer lors de leur retour à Rome, y compris par la force. Marius, Sylla, Pompée et César suivent l’un après l’autre cette voie. Marius, un des rares hommes nouveaux de son époque, est élu consul cinq fois de suite de 104 à 100 av. J.-C., puis s’impose par la force de nouveau en 87, au prix de l’assassinat du consul Octavius. Ses lieutenants Cinna et Carbo accumulent les consulats, de 87 à 84 av. J.-C. pour le premier, et de 85 à 82 av. J.-C. pour le second. Sylla leur reprend Rome au prix d'une sanglante guerre civile, et se fait désigner consul en 80 av. J.-C. puis dictateur.
Grâce à son pouvoir absolu, Sylla réforme les institutions, modifie les règles du cursus honorum en relevant l’âge légal pour le consulat à 43 ans, admet de nouveau la possibilité d'obtenir plusieurs consulats, mais impose un intervalle de dix ans entre deux mandats. Il fixe la date des élections en juillet, ce qui fait que les consuls en exercice jusqu’à la fin de décembre sont en recouvrement durant la moitié de leur mandat avec leurs successeurs désignés. De surcroit, Sylla restreint le pouvoir militaire des consuls, en les astreignant à exercer leur mandat à Rome et en Italie, et en les privant de forces armées permanentes, sauf autorisation du Sénat. Les provinces ne sont plus administrées que par des proconsuls ou des propréteurs,,. Bien que séparé du commandement, prestigieux et lucratif, des armées et transformé en gouvernement civil, le consulat demeure le sommet des honneurs et l'enjeu des luttes politiques.
Sylla abdique en 79 av. J.-C. ; le désarmement des consuls et de l’Italie ne dure pas : le consul de 78 av. J.-C. Lepide entre en conflit avec le Sénat et tente un coup de force en levant illégalement une armée ; les sénateurs délèguent contre lui le jeune Pompée, pourtant dépourvu de magistrature lui conférant le droit de commander (il n'est pas consul). Ce dernier lève une armée et chasse Lepide d’Italie. Les tentatives de coup d'État et les entorses aux règles politiques continuent : Pompée est élu consul en 70 av. J.-C., sans avoir suivi le cursus honorum obligatoire ni avoir l'âge requis, sur simple dispense accordée par le Sénat. Il se voit accorder en 67 av. J.-C. un imperium illimité sur les côtes de la Méditerranée, sans contrôle ni collègue. En 63 av. J.-C., le consul Cicéron échappe à la conjuration de Catilina et reçoit des pouvoirs exceptionnels par un décret d'urgence (senatus consultum ultimum). La situation à Rome dégénère au point que les élections consulaires ne peuvent se tenir en 53 av. J.-C., et le Sénat nomme Pompée consul unique en 52 av. J.-C., cas unique de dérogation au principe de collégialité. Enfin, Jules César marche sur Rome en 49 av. J.-C., après le refus de sa candidature à un second consulat.
César se fait élire consul pour 48 av. J.-C. puis, en octobre 48 av. J.-C., il se fait réélire consul pour cinq ans. Dans le même temps, il prend les pleins pouvoirs avec une dictature renouvelée, puis permanente. Comme Sylla, il adapte le nombre des magistrats aux nécessités du gouvernement d'un empire, mais conserve la collégialité de deux consuls. Il augmente néanmoins le nombre de consuls annuels en n'exerçant pas ses consulats jusqu'au bout et en multipliant les consuls suffects qu'il désigne lui-même, au point d'en nommer un pour le dernier jour de l'année 45 av. J.-C., en remplacement du précédent consul décédé avant la fin de l'année. Son assassinat suspend le changement de régime politique,,.

## Pouvoirs et responsabilités sous la République

### Conditions d'éligibilité
Comme pour tout le système de magistratures romaines, la réglementation s'est définie au coup par coup. À la fin du IIIe siècle av. J.-C., la seule condition, attestée par Polybe, pour l'accès aux magistratures et particulièrement au consulat (et donc au commandement des troupes), est une expérience militaire d'au moins dix campagnes dans les rangs de la cavalerie, ce qui suppose un certain statut social ainsi qu'un niveau de fortune suffisant pour être chevalier,. Cette règle se fait plus souple à la fin de la République, même si le service militaire reste une obligation avant toute magistrature. Ainsi, Cicéron ne fait qu'une campagne en Italie durant la guerre sociale avant d'entamer sa vie publique.
La richesse n'est en théorie pas nécessaire mais les exemples idéalisés de frugalité et de pauvreté d'un Cincinnatus remontent au lointain Ve siècle av. J.-C. et prouvent plutôt l'inverse. Le consulat, pas plus que les autres magistratures, ne donne lieu à une rémunération ou à une indemnisation, et les candidats mènent leur campagne électorale à leurs frais.
L'usage veut que l'on soit simple citoyen au moment de se porter candidat, pour qu'on ne puisse pas abuser de l'avantage de sa charge de magistrat dans sa campagne. Si un ancien consul est rééligible, ses mandats sont de ce fait espacés d'au moins un an. Mais jusqu'à la fin du IIIe siècle av. J.-C., l'on pouvait obtenir le consulat assez jeune, et réitérer plusieurs fois cette magistrature. Toutefois, après les cinq consulats de Fabius Cunctator ou de Marcellus durant la deuxième guerre punique, briguer un second consulat n'est plus d'usage à partir de 208 av. J.-C..
Vers 197 av. J.-C., l'exercice de la préture devient obligatoire avant l'obtention du consulat. En 180 av. J.-C., la Lex Villia Annalis organise l'accès aux magistratures en définissant un âge légal pour être candidat et en organisant ainsi le cursus honorum. Elle prévoit ainsi qu'on ne peut postuler à la charge de consul avant 41 ans et qu'il est nécessaire d'avoir été édile puis préteur auparavant. Enfin, un plébiscite de 151 av. J.-C. interdit le renouvellement du consulat. Ces règles sont respectées, les consulats de Scipion Émilien, avant l’âge légal en 148 av. J.-C., puis une seconde fois en 134 av. J.-C., étant des exceptions entérinées par le Sénat pour des impératifs de conduite de guerres difficiles contre Carthage puis Numance,.
On tolère que le candidat soit absent de Rome et ne postule pas en personne, mais le cas de Marius, élu plusieurs fois consul en son absence (in absentia), est souligné avec désapprobation par les historiens romains. De surcroît, Jules César cantonné en Gaule cisalpine se voit refuser cette dérogation en 51 av. J.-C..
En 80 av. J.-C., Sylla retouche ces dispositions en rendant l'édilité facultative, et en relevant la condition d'âge à 43 ans pour le consulat. Par ailleurs, pour éviter tout accaparement comme ceux de Marius et de Cinna, il impose un intervalle de dix ans entre deux mandats.
Toutefois cette condition d'âge subit des entorses en faveur de personnages importants et à la suite de coups de force politiques : en 82 av. J.-C. le fils adoptif de Marius devient consul à 26 ans et Pompée est consul en 70 av. J.-C. à 34 ans.

### Élection et passation de pouvoir

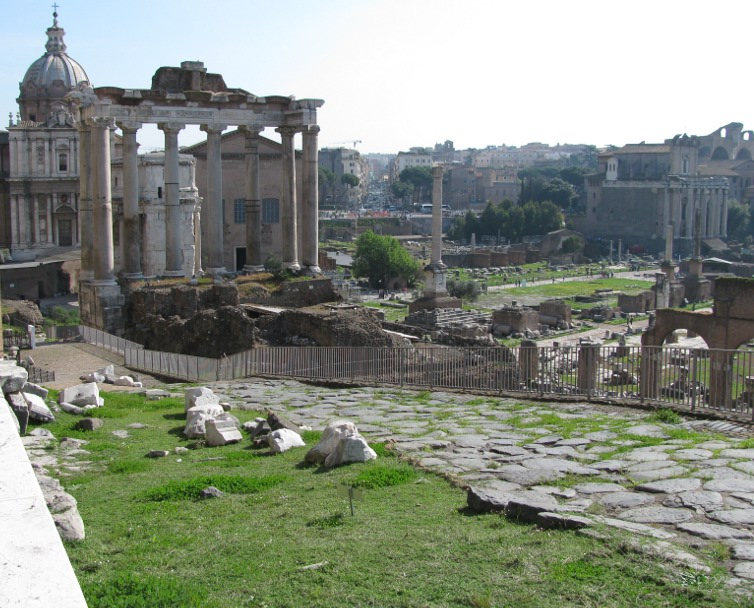
Le clivus capitolinus, montée partant du forum et menant au temple de Jupiter capitolin, voie empruntée par les consuls lors de leur entrée en fonction, ainsi que par les triomphateurs.

Les élections sont en principe organisées par le consul sortant qui a été élu le premier et a exercé à partir du 1er janvier. Exceptionnellement, en l'absence du consul, un magistrat détenteur de l'imperium majus, c'est-à-dire un dictateur ou un interroi est qualifié pour organiser l'élection. L'organisateur reçoit les déclarations de candidature (professio), en apprécie la recevabilité et peut en refuser. Il publie la liste des candidats (nominatio) et convoque les comices centuriates (comitia centuriata) dans un délai de trois marchés, soit 26 ou 27 jours, selon un usage établi progressivement. Il s'assure que les auspices sont favorables, surveille le bon déroulement du scrutin, et proclame le nom des deux candidats élus (renuntiatio).
Enfin, selon une procédure purement formelle héritée de la période royale, une autre assemblée, les comices curiates, confirme l'élection des magistrats par le vote de la lex curiata de imperio. Réduite à un rite effectué par les trente licteurs représentant les curies constituant le peuple romain, la promulgation de la lex curiata de imperio reste une formalité indispensable pour investir les magistrats. En 49 av. J.-C., durant la guerre civile, tandis que Jules César et P. Servilius sont confirmés comme consuls à Rome, les Pompéiens réfugiés à Thessalonique ne peuvent élire des magistrats concurrents faute de pouvoir faire prononcer une loi curiate,.
L'entrée en fonction n'est pas immédiate, car le consul qui a organisé les élections doit terminer son année. Dans l'intervalle, les consuls élus sont qualifiés de « consuls désignés ». L’entrée officielle en fonction est marquée par une procession (processus consularis) : les nouveaux consuls montent au Capitole précédés de leurs licteurs, prennent les auspices, offrent un sacrifice à Jupiter, et prononcent des vœux pour le salut de la République. Ils réunissent ensuite le Sénat, généralement dans le temple de Jupiter capitolin, pour une séance inaugurale durant laquelle sont prises les décisions pour les expéditions militaires.
Le nouveau consul doit remercier publiquement le peuple qui l'a élu, car les suffrages sont considérés comme un beneficium, une faveur du peuple accordée à celui qui les sollicite. Ainsi, le premier discours public de Cicéron (Sur la loi agraire et contre Rullus) est un exemple de discours de remerciements et de présentation,.

### Consulat suffect
Si un consul décède ou démissionne avant la fin de son mandat de douze mois, le consul restant rétablit la collégialité par une élection intermédiaire si le délai le permet ou par la désignation d’un consul dit consul suffectus, « consul mis en remplacement », suffectus étant le participe passé du verbe sufficere, « mettre à la place de ». 
Ce consul entre immédiatement en fonction, avec les mêmes pouvoirs que le consul remplacé, mais seulement pour la durée du mandat restant à couvrir. La nomination d'un consul suffect n'entraîne pas de changements du nom de l'année, le consul ordinaire remplacé restant éponyme.

### Pouvoirs

#### Pouvoirs consulaires initiaux

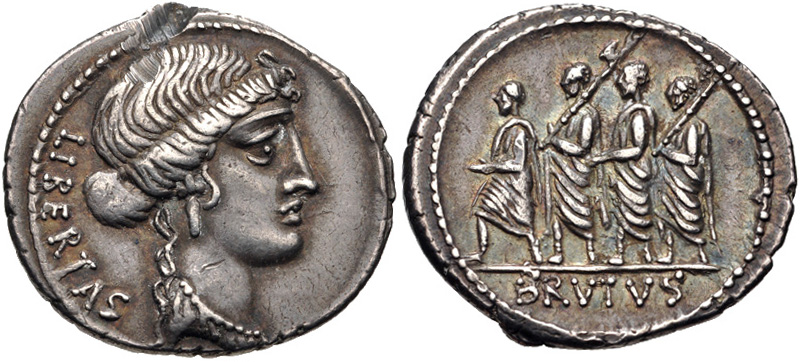
Denier de Brutus, 54 BC. L'avers représente Libertas ; le revers montre le premier consul Lucius Junius Brutus entouré de deux licteurs, précédés par un accensus.

Il n'existe dans les textes romains aucune disposition constitutive définissant les pouvoirs des magistratures les plus anciennes, dont le consulat. Les Annales donnent une vision du pouvoir des consuls au travers des actions qu'elles rapportent, tandis qu'au IIe siècle av. J.-C. l'historien grec Polybe l’interprète comme la composante monarchique des institutions romaines. Aux premiers temps de la République, les consuls reprennent l'imperium royal, à l'exception de la fonction sacerdotale. L'imperium conserve néanmoins un caractère sacré qui confère le droit de prendre les auspices, c'est-à-dire de réclamer l'investiture sacrée de Jupiter Optimus Maximus et de consulter les augures. L'imperium consulaire est le pouvoir suprême civil et militaire, figuré par les douze licteurs qui précèdent le consul et portent les faisceaux symbolisant son pouvoir de coercition. Comme l'imperium ne se partage pas, lorsque les consuls sont ensemble, ils disposent du pouvoir et des faisceaux à tour de rôle, pendant un mois s'ils sont à Rome, ou chaque jour s'ils commandent la même armée. Généralement, un consul conduit la guerre en cours, tandis que l'autre exerce à Rome le gouvernement civil.
Les Romains distinguent deux formes d'imperium selon le lieu où le consul exerce son autorité.
L'imperium domi s'applique dans la ville de Rome et dans le périmètre sacré du pomœrium qui l'entoure à mille pas de l'enceinte de la ville. Ce pouvoir civil autorise le consul à proposer des textes de loi, à organiser des réunions publiques (contiones) pour les présenter et les discuter pendant un intervalle de temps de trois marchés (trinundines), à convoquer le peuple réuni en comices pour voter les projets ou élire les magistrats, à superviser le déroulement des scrutins et à en proclamer les résultats. Le consul peut réunir le Sénat, lui adresser des communications et lui soumettre des délibérations. Le consul fait appliquer les décisions du Sénat, et maintient l'ordre dans la communauté romaine. À la tête d'une haute juridiction criminelle civile, il détient le pouvoir coercitif sur les citoyens en temps de paix.
Le consul dispose comme les autres magistrats supérieurs du droit de prendre et publier des édits (ius edicendi), qui lui permet de rendre publiques et obligatoires les décisions qu'il prend dans l'exercice de sa charge.
L'imperium militiæ est le pouvoir principal des consuls dans une Rome où la guerre est un état presque permanent. Il s'exerce après l'accord du Sénat sur l'action militaire à mener et les moyens à engager, dont le nombre de légions à mobiliser. Le consul est alors un chef de guerre, qui lève les troupes et perçoit le tribut destiné à leur solde, nomme les officiers, conduit la guerre, négocie avec les vaincus et leur impose des contributions,.
Lorsqu'il prend son commandement militaire et quitte le périmètre sacré de Rome (le pomœrium), le consul doit respecter certains rites : il prend les auspices au Capitole, échange sa toge prétexte, vêtement civil, pour le manteau de général (le paludamentum), et ses licteurs portent la hache au milieu de leurs faisceaux, indiquant le droit du commandant de faire mettre à mort un citoyen-soldat sous ses ordres,.
L'imperium militiæ peut être prolongé d'un an par le Sénat au-delà du mandat annuel, et devient alors un imperium proconsulaire, c’est-à-dire le pouvoir consulaire sur une mission (civile ou militaire) limitée. Cette mission, nommée provincia, devient, avec l'extension géographique de la domination romaine, une province géographique,.

#### Limitations des pouvoirs
La collégialité des consuls, voulue dès la création de cette magistrature, constitue une limitation fondamentale contre leurs éventuels abus de pouvoir puisque chacun des deux consuls peut par son intercession frapper de nullité les actes de son collègue. Un des tribuns de la plèbe peut également s'opposer à l'exécution d'un ordre donné par le consul grâce à son droit de veto et d'intercession, mais seulement à l'intérieur du pomœrium,.
Selon les dispositions promulguées par le légendaire consul de 509 av. J.-C. Valerius Publicola et rapportées par Tite-Live et Cicéron, les consuls sont dès l'origine sous le contrôle du peuple, et leur pouvoir coercitif dans le périmètre de Rome est soumis au droit d'appel au peuple contre une condamnation à mort ou à la flagellation, la provocatio ad populum des tribuns de la plèbe. Néanmoins, les historiens doutent que ce droit date des débuts de la République car plusieurs lois postérieures évoquent ce droit d'appel : Tite-Live le fait de nouveau apparaître avec les lois Valeriae Horatiae de 449 av. J.-C., qui l'auraient rétabli après sa suppression par les decemvirs. La lex Valeria de 300 ap. J.-C. prive les consuls de leur pouvoir de coercition dans le périmètre de Rome. Elle est étendue par les lois Porciæ, instaurées par Caton le Censeur en 198 ou 195 av. J.-C., qui interdisent de battre au moyen de verges un citoyen hors de Rome, et aggravent les pénalités infligées en cas de non-respect de la provocatio.
D’autres cas d’opposition entre consul et tribun de la plèbe sont connus : le consul peut user de son droit de coercition lors d’une levée de troupes pour l’imposer aux citoyens mobilisables qui voudraient être dispensés du service en raison de leur situation personnelle. Les tribuns de la plèbe peuvent en droit s’opposer à toute levée, opposition très rarement exercée, ou apporter leur aide aux citoyens qui s’estiment lésés par leur incorporation forcée et y mettre leur veto. Les annalistes ont rapporté plusieurs conflits de ce genre, aux débuts de la République ou pendant la difficile conquête de l’Espagne,.
Un épisode rapporté par Plutarque illustre ces pouvoirs de coercition et d'intercession : César, consul en 59 av. J.-C., fait arrêter par ses licteurs Caton qui s'oppose avec véhémence à la présentation d'un projet de loi. Il est conduit vers la prison, suivi par une foule muette et indignée. Sentant qu'il commet une erreur politique, César envoie discrètement un tribun de la plèbe qui est alors l'un de ses partisans pour qu'il s'interpose et fasse relâcher Caton.

#### Moyens
Comme toutes les magistratures romaines, le consulat n’est pas une fonction donnant lieu à rémunération ou prise en charge de frais. Toutefois, l’État romain met à disposition du consul divers appariteurs, personnel administratif spécialisé pris en charge par le Trésor public tels les licteurs, les scribes, les crieurs publics et les messagers (viatores).
Les budgets militaires et les effectifs nécessaires à la guerre sont planifiés avec le Sénat lors de l’entrée en fonction du consul, puis les dépenses, principalement la solde des légionnaires, sont gérées par le questeur affecté au consul. En fin de campagne, le consul et le questeur rendent leurs comptes au Sénat.

#### Cas exceptionnels
À partir de 121 av. J-C., en cas de crise grave menaçant l'intégrité de la République, le Sénat accorde par un senatus consulte ultimum les pleins pouvoirs aux consuls, sans autre restriction que la durée. Par ce moyen, ils sont investis d'un pouvoir dictatorial, tombé en désuétude après la deuxième guerre punique. Les consuls ont alors le droit d'armer des soldats à l'intérieur de Rome et de mettre à mort des citoyens sans jugement, en dépit du droit de provocatio. Cette procédure reste exceptionnelle, prise en 121 av. J-C. contre Caius Gracchus, en 101 av. J.-C. contre Saturninus et Glaucia, en 78 av. J.-C. contre le consul Lépide, en 63 av. J.-C. contre Catilina.

### Ornements consulaires

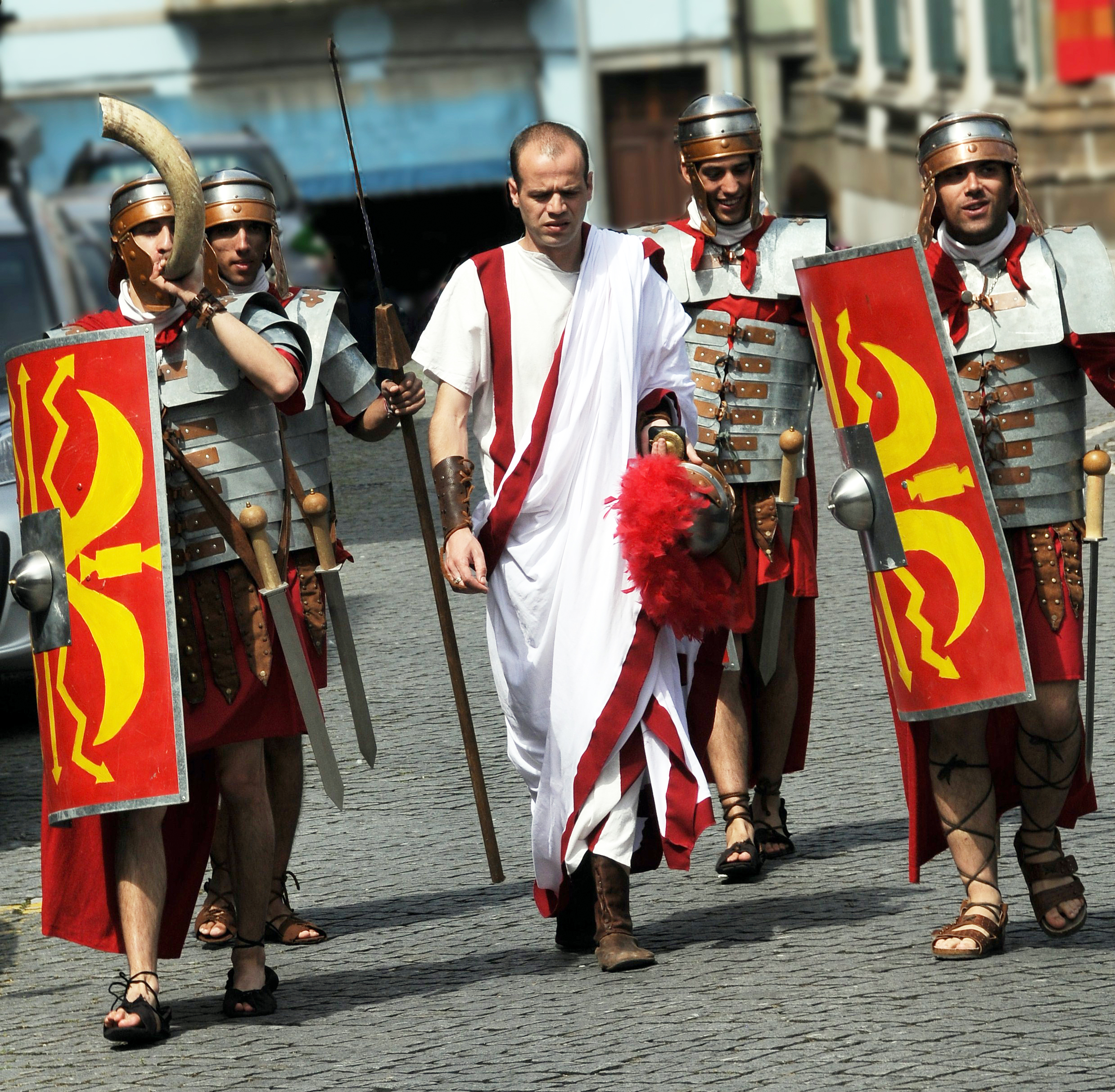
Figurant moderne portant la toge prétexte.

Les ornements consulaires sont les attributs distinctifs qui permettent de distinguer un consul en charge, ou un ancien consul parmi la foule urbaine. Manifestation de son imperium, ils sont un héritage de la période royale et d'origine étrusque.
Les faisceaux sont la marque caractéristique de la dignité consulaire, héritée de l'usage royal. Dans tous ses déplacements, le consul en charge est précédé de douze licteurs, portant chacun un faisceau sur l'épaule. La file des licteurs peut être précédée d'un appariteur et d'un joueur de flûte. S'ils croisent ce cortège, les passants, à l'exception des vestales, doivent céder le passage et les cavaliers descendre de cheval.
La chaise curule, commune aux autres magistratures dites curules, est une autre marque de la dignité du consul qui s'y assoit chaque fois qu'il siège en public, par exemple pour rendre la justice, tandis que les simples citoyens restent debout.
Le costume fait partie des ornements consulaires. Comme tous les sénateurs, les consuls sont vêtus d'une tunique laticlave, à bande de pourpre, mais sont seuls à porter une toge spéciale : dans les circonstances exceptionnelles, ils portent une toge pourpre, et pour l'ordinaire, ils revêtent la toge prétexte, blanche et bordée de pourpre, et des bottines spéciales rouges montant à mi-jambe avec une agrafe d'ivoire en forme de croissant de lune (calcei patricii). Un ancien consul pouvait continuer à les porter lors des cérémonies officielles, jusqu'à la fin de sa vie.
Distinction supplémentaire : ils ont droit aux places d'honneur dans les spectacles et les cérémonies publiques.

### Fin de mandat
L'usage veut qu'un consulat ne soit exercé qu'une année, mais il n'expire pas à la fin de cette période par une péremption automatique. Le consul sortant doit lui-même abdiquer officiellement devant le peuple, jurer n'avoir rien fait de contraire aux lois, et, selon l'expression traditionnelle, déposer son imperium (deponere imperium). Cette abdication se fait après l'élection des consuls suivants, ce qui assure la continuité.
À l'issue de son mandat, l'ancien consul prend le titre de consulaire (consularis), qui lui confère une honorabilité à vie et lui donne certaines prérogatives : il est inscrit au Sénat en début de la liste des sénateurs, après les anciens censeurs, et reçoit la parole selon cet ordre hiérarchique. Le consulaire le plus ancien est le princeps senatus, qui donne son avis le premier lors des délibérations.

## Évolution sous l'Empire

### La transition sous Octave-Auguste

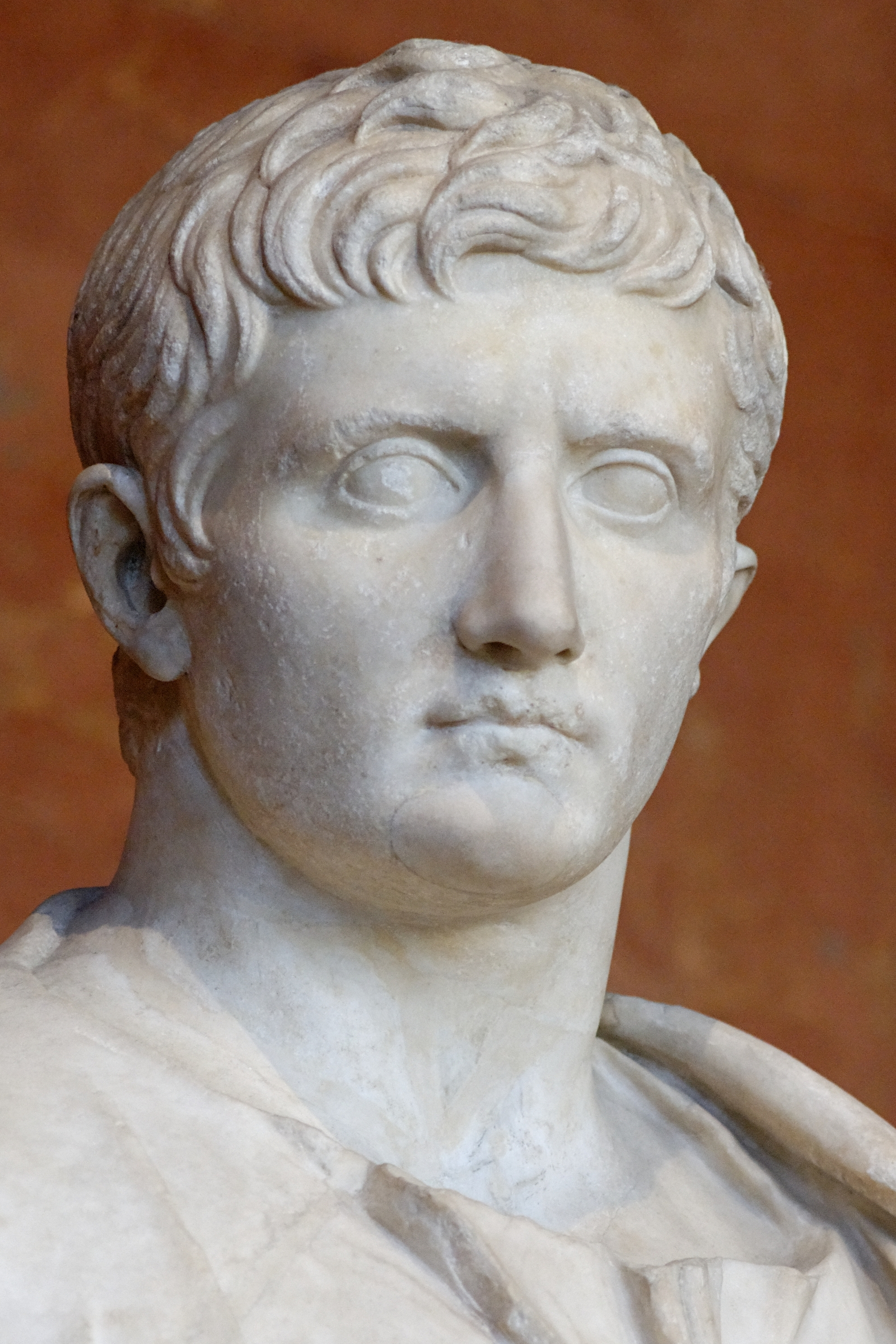
Octave, treize fois consul, dont dix années consécutives. Statue en marbre, Musée du Louvre, Paris.

Après l'assassinat de César, le retour au fonctionnement régulier de la République est de courte durée : à l'issue des élections de 43 av. J.-C., le second triumvirat dispose des pleins pouvoirs de 43 av. J.-C. à 33 av. J.-C. Les triumvirs nomment leurs partisans au consulat et aux autres magistratures et, en 39 av. J.-C., désignent par anticipation les consuls pour les huit années à venir. Malgré cet arbitraire, que rapporte l'historien Dion Cassius, certains auteurs comme K. Bringman et V. Hollard estiment que le processus électoral n'est pas aboli, et que les comices sont réunis pour ratifier par un vote formel les candidats imposés par les triumvirs.
Octave est ensuite élu consul ordinaire en 33 av. J.-C., puis chaque année de 31 av. J.-C. à 23 av. J.-C., contrevenant à la règle d’espacement de dix ans entre deux consulats. Sans terminer ses mandats, il se désiste au profit de consuls suffects. En 27 av. J.-C., le Sénat lui confie l'imperium proconsulaire sur un certain nombre de provinces et, en 23 av. J.-C., il reçoit le pouvoir suprême, l'imperium majus, mais refuse qu’on lui décerne le consulat annuel et perpétuel, pérennisation d’allure trop monarchique, et dont il n’a pas besoin puisqu’il détient l’imperium consulaire sans être consul, et l’imperium proconsulaire sans être proconsul.
Les élections de consuls par les comices reprennent, en l'absence d'Auguste, selon le processus ancien et sous le contrôle d'un consul ordinaire. Mais à plusieurs reprises, en 21 av. J.-C., en 19 av. J.-C. et en 7 ap. J.-C., de graves troubles électoraux accompagnés d'émeutes obligent Auguste à intervenir et à nommer directement les consuls. Dans les deux premiers épisodes, le refus d'Auguste d'être lui-même candidat relance la compétition entre familles de la nobilitas et fait resurgir les bagarres entre clientèles rivales de la fin de la République. Le nouveau régime n'apparaît pas forcément compatible avec le rétablissement du système électoral, et le peuple va se réduire à une simple force de légitimation des candidats recommandés par Auguste.
Auguste peut influer sur plusieurs étapes du processus électoral : la nominatio, confection et publication de la liste officielle des candidats, en raison de sa qualité de consul possédée jusqu'en 23 av. J.-C., puis de son imperium majus ensuite, qui lui donne les prérogatives d’un consul. La commendatio, recommandation contraignante pour une partie des postes à pourvoir, dont Auguste ne fait que rarement usage, ne s’applique peut-être pas encore au consulat. Enfin, son règne voit une innovation qui empiète sur le rôle des comices. Elle n’est connue que par la Tabula Hebana, inscription découverte en 1947 : ce document fait référence à une loi votée en 5 ap. J.-C., la loi Valeria Cornelia, qui organise la désignation préalable des consuls (destinatio) par dix centuries (valeur portée à quinze dans la Tabula Hebana) composées uniquement de sénateurs et de chevaliers, avant le vote final des comices, réduit à une ratification.

### Le consulat sous le Haut Empire

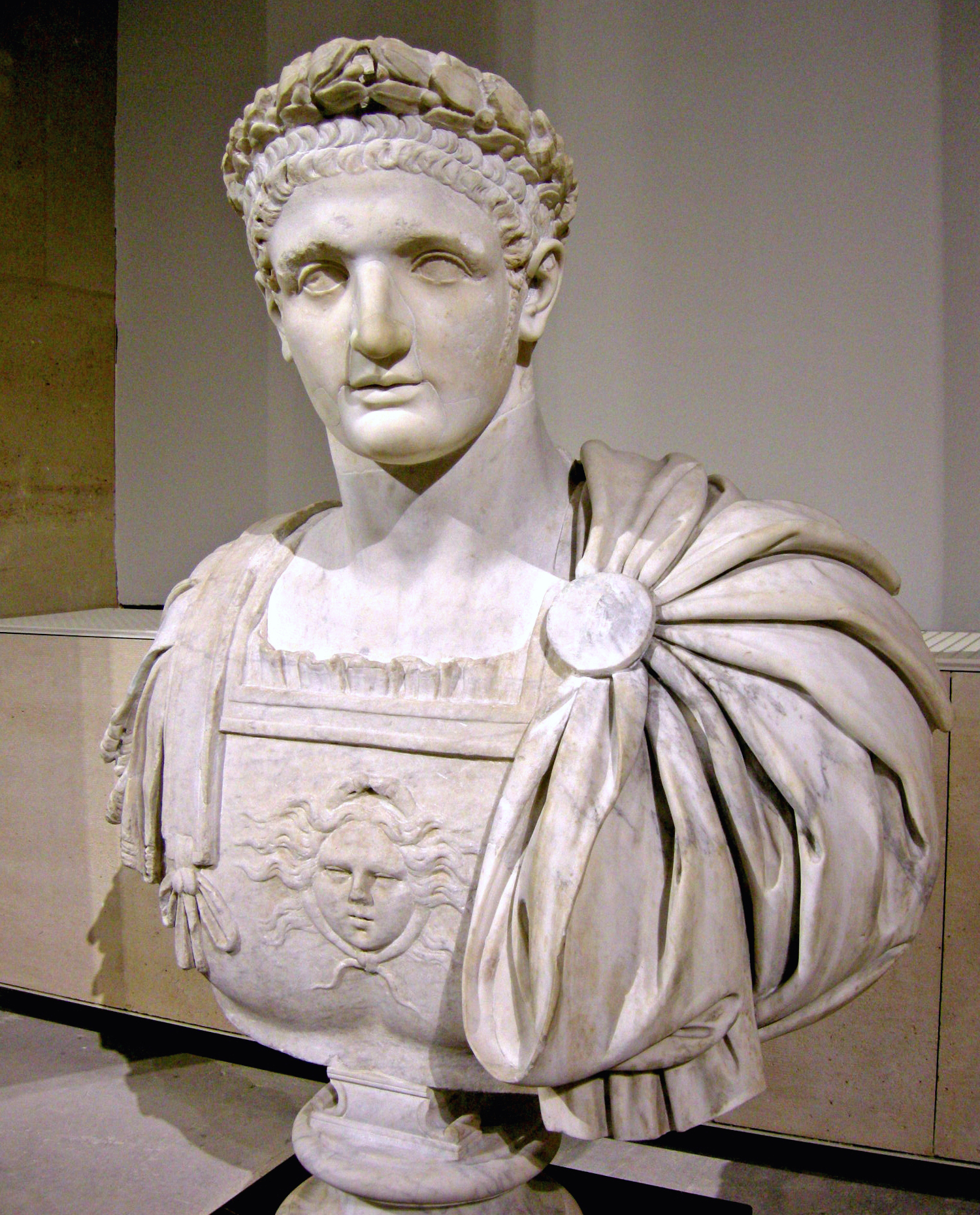
L'empereur Domitien prend dix-sept fois le titre de consul, un record.

En 14, Tibère parachève la réforme mise en place par Auguste en transférant au Sénat le rôle électoral des comices. L'élection des candidats préalablement désignés par la destinatio se limite alors à un vote par acclamation au Sénat. Les sénateurs n'ont plus à débourser pour leurs campagnes électorales, et se cooptent pour accéder au consulat, puisqu'ils sont membres des centuries qui désignent les candidats dont ils entérinent ensuite l'« élection ». L'empereur peut aussi désigner directement des consuls extra ordinem, sans passer par ce processus. Cette désignation hors vote est formalisée sous Vespasien par la loi de imperio Vespasiani, qui spécifie que ses candidats sont pris extra ordinem.
Aux consuls ordinaires, qui peuvent être l'empereur lui-même ou des personnages qu'il souhaite distinguer particulièrement, s'ajoutent des consuls dits « suffects », élus après la démission des précédents avant l’achèvement de leur consulat : une année peut donc compter plus de deux consuls mais seuls les deux premiers, entrés en charge au 1er janvier, donnent leur nom à l'année. Le consulat suffect est moins prestigieux que le consulat ordinaire, mais il permet d’anoblir des hommes nouveaux et de les qualifier pour les postes importants de l’administration impériale ou de renforcer la position de l’empereur par la promotion de ses protégés. À partir de 5 av. J.-C., et afin de pourvoir les cinq (puis sept) gouvernements provinciaux de rang consulaire, Auguste systématise ce système avec quatre consuls ou plus chaque année ; on passe couramment à six consuls sous les Flaviens. Les mandats durent en général de deux à six mois. Nombre de postulants sont nommés consuls in absentia, alors qu'ils sont encore en poste dans une province. Parfois les empereurs extravagants dérèglent ce processus, tel Caligula qui délaisse son consulat quelques jours seulement après son entrée en fonction en 39, 40 et 41, tandis que sous Commode, l’année 189 connait 25 consuls.
La proportion des consulats ordinaires et suffects obtenus par les membres de l’ancienne noblesse républicaine diminue régulièrement : 50 % sous Auguste, 27 % à la fin du règne de Tibère et sous Caligula, 21 % sous Claude et 15 % sous Néron. Les empereurs renouvellent les effectifs de la noblesse en faisant entrer au Sénat des membres de l'ordre équestre (procédure d'adlectio).
Le cursus honorum hérité de la période républicaine se complexifie, car il s'adjoint dans son déroulement les fonctions administratives, judiciaires et militaires créées au fur et à mesure pour la gestion de l'Empire. Ainsi une étude prosopographique menée par Michel Christol a permis de reconstituer la carrière de plus de quatre-vingts sénateurs des IIe et IIIe siècles. Cet échantillon met en lumière divers cursus possibles pour parvenir au consulat, selon l'honorabilité du postulant dans la hiérarchie sénatoriale.
Les sénateurs patriciens, souvent proches de la famille impériale, ont le privilège d'un parcours rapide, qui souvent saute le tribunat laticlave et l'édilité, et enchaînent la préture puis le consulat sans intercaler de missions de rang prétorien telles que légat de légion ou légat propréteur d'une province impériale prétorienne. Ils obtiennent le consulat, ordinaire le plus souvent, à l'âge minimal requis de trente-trois ans, et poursuivent leur carrière par les curatelles prestigieuses à Rome et les grands proconsulats comme ceux des prestigieuses provinces sénatoriales d'Asie ou d'Afrique. Cette tendance à l'accélération des carrières patriciennes s'accentue au IIIe siècle : les patriciens effectuent de moins en moins de missions prétoriennes, et au contraire couronnent parfois leur carrière par la préfecture de Rome et un second consulat ordinaire.
Les sénateurs plébéiens, plus importants en nombre, fils de consulaires ou hommes nouveaux, suivent un parcours plus long, et assument après la préture des charges dites prétoriennes, comme à partir de Marc Aurèle une charge de juridicus en Italie. Ces filières donnent de l'expérience aux futurs dirigeants et permettent à l'empereur de repérer les plus compétents pour leur accorder le consulat, puis leur confier des légations de province impliquant des commandements militaires importants. Enfin, certains sénateurs plébéiens ne mènent qu'une carrière modeste : ils accumulent les charges prétoriennes et les curatelles d'importance mineure, et n'arrivent au consulat qu'à un âge avancé, probablement par manque de relations. Dans la première moitié du IIIe siècle, les charges militaires et principalement civiles intercalées entre préture et consulat se multiplient, et diffèrent l'accès au consulat puis aux grandes charges proconsulaires. Un second consulat, ordinaire, peut couronner la carrière, vingt à vingt-cinq ans après le premier.

### Évolution auIIIesiècle
L'état de guerre se généralise au IIIe siècle ; de ce fait, le recours à des hommes disposant de compétences militaires avérées devient une exigence vitale pour l'Empire. La tradition qui veut que l'élite romaine soit aussi compétente pour des actions militaires que pour des gouvernements civils ne résiste pas à cette épreuve. Sous les Sévères et leurs successeurs, les sénateurs et les consulaires sont progressivement remplacés, dans le gouvernement des provinces exposées et le commandement des armées, par des hommes expérimentés issus du cursus équestre, chevaliers de naissance ou militaires de carrière promus. Cette mise à l'écart des sénateurs, systématique à partir de 260 sous Gallien, les élimine du gouvernement de provinces prétoriennes, échelon précédant le consulat.
Si le cursus des patriciens est peu touché par ces exclusions car il les a déjà intégrées, celui des sénateurs plébéiens s'allège, avec la suppression des magistratures mineures, et l'absence des fonctions militaires telles que tribunat laticlave et légat de légion. En raison de cette diminution du nombre d'étapes à franchir, l'âge moyen d'accès au consulat suffect s'abaisse. En outre, le prestige du consulat suffect semble décliner : il est parfois omis des inscriptions qui retracent une carrière quand il est suivi d'un consulat ordinaire. En revanche, ce dernier conserve tout son prestige : à partir de 250, les éphémères empereurs reconnus par le Sénat le revêtent de plus en plus fréquemment ou l'attribuent aux membres de leur famille, au détriment des sénateurs, ainsi que leurs compétiteurs, les empereurs gaulois Postume puis Victorinus. Enfin à plusieurs reprises, en 261, 273, 275, 285 et 292, un préfet du prétoire obtient simultanément l'admission au Sénat (adlectio inter consularis) et le consulat ordinaire, concrétisation supplémentaire de l'ascension de l'ordre équestre. Entre 245 et 305, l'accaparement impérial et la promotion des dignitaires équestres ne laissent aux sénateurs que 45 % des consulats ordinaires, tendance qui s'accentue après Aurélien.

### Antiquité tardive

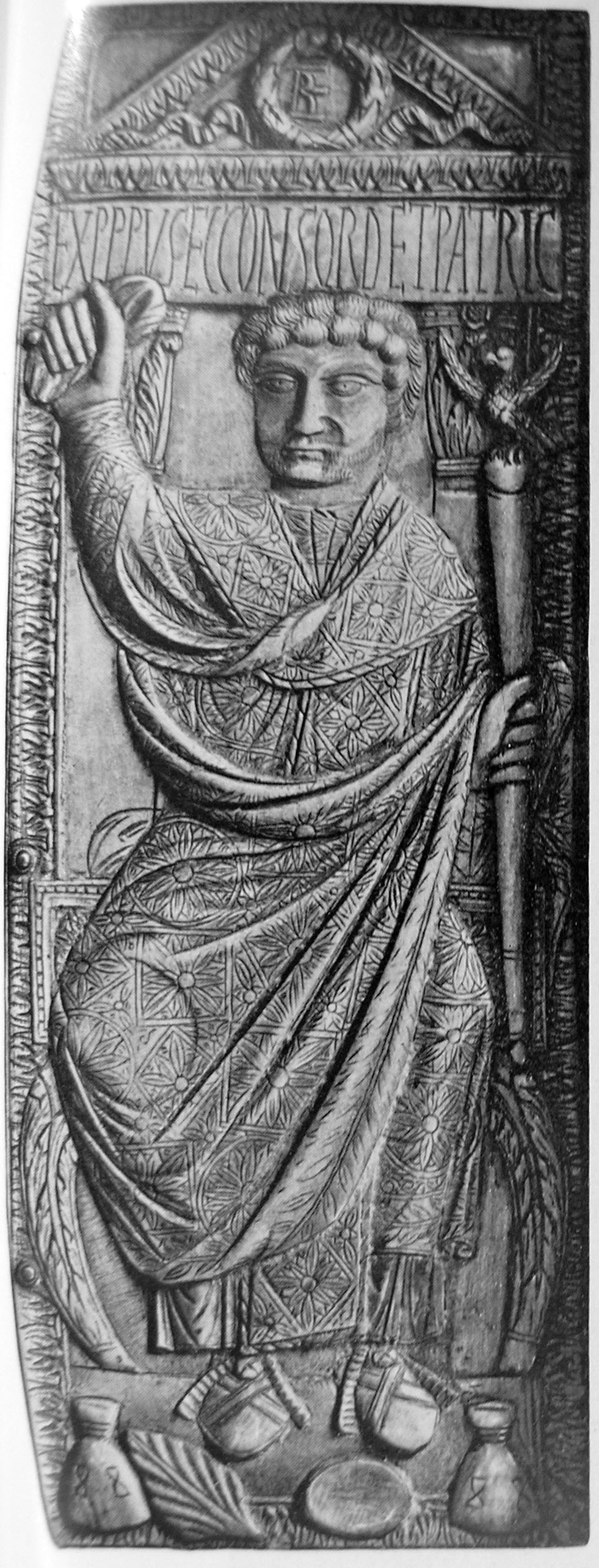
Manlius Boetius, consul en 487. Diptyque consulaire conservé au Musée Santa Guilia de Brescia, Italie.

Le début du IVe siècle marque un tournant dans l'évolution de la fonction. Le consulat ordinaire est accordé pour la dernière fois en début de carrière en 301, puis il est accaparé par les tétrarques entre 302 et 309, ce qui confère à ce titre un prestige considérable. Après 310, les empereurs n'accordent le consulat ordinaire qu'à des titulaires en fin de carrière, vieux sénateurs ou chevaliers promus sénateurs, tandis que le consulat de début de carrière est obligatoirement un consulat suffect. Avec la fusion de l'ordre équestre dans l'ordre sénatorial réalisée par Constantin, les différences entre les cursus sénatorial et équestre n'ont plus cours. À partir de 326, la préfecture du prétoire, la préfecture de la Ville et le consulat ordinaire constituent les couronnements de la carrière des honneurs. Inversement, le consulat suffect est dévalorisé, au point que vers 318-320 on commence à observer des carrières qui sautent ce consulat pour accéder directement à des fonctions dites consulaires comme le gouvernement d'une province. La charge, désormais de moindre importance, se résume à l'organisation de jeux et à l'honneur de présider la procession de l'anniversaire de Rome le 21 avril. À partir de 336, l'empereur laisse au Sénat le soin de désigner les suffects parmi les fils de sénateurs ou les nouveaux admis au Sénat.
Après la fondation de Constantinople en 330, le consulat perdure, magistrature prestigieuse et sans pouvoir, décernée par l'empereur. À la fin du IVe siècle, chacune des villes, Rome et Constantinople, a son consul ordinaire, ou parfois une ville désigne les deux consuls. Le consulat suffect est encore attribué à Rome, au contraire de Constantinople qui n'en désigne pas.
À la fin du IVe siècle, des généraux d’origine franque et naturalisés romains se voient décerner le consulat ordinaire en récompense de leurs services : Arbitio par Constance II en 355, Nevitta en 362 par Julien, puis Mérobaud, Richomer, Bauto par Théodose Ier, malgré la désapprobation de l’opinion publique. Cette ouverture aux militaires d'origine barbare les plus influents continue avec les consulats de Stilicon en 400 et 405, Aspar en 434, Ricimer en 459.
La dernière division de l'empire, en 395, ou la chute du dernier empereur d'Occident en 476 ne remettent pas en cause le principe d'un consul en Occident et un en Orient, même si des tensions se produisent quand une cour ne reconnaît pas le consul de l'autre.
Les derniers consuls figurés dans les Fastes sont Decius Theodorus Paulinus pour l'Occident en 534 et, pour l'Orient, Flavius Basilius désigné sans collègue en 541 ap. J.-C. Justinien ne désigne en effet plus de consul après ces derniers, et le consulat n'est plus revêtu que de temps en temps par l'empereur. Le Ier janvier 566, Justin II célèbre avec faste son consulat. Le dernier empereur qui revêt ce titre est Constant II en 642. Par la suite, le titre se dévalue et figure comme une dignité honorifique mineure dans la hiérarchie des titres byzantins, avec diverses déclinaisons : hypatos (consul), dishypatos (deux fois consul), anthypatos (proconsul), apohypatos (ancien consul).

## Pouvoirs et obligations sous l'Empire
Sous l'Empire, la magistrature continue, mais l'âge requis est abaissé à 33 ans. Elle est par ailleurs vidée de ses pouvoirs. De fait, l'empereur possède un pouvoir supérieur à celui des consuls, et, surtout, concentre le commandement militaire par son imperium majus. Le consulat n'offre donc plus de responsabilités réelles, mis à part une faible activité juridique spécialisée dans les affaires d'affranchissement, de tutelle et de fidéicommis ; il ne devient qu'une distinction importante au sein de l'ordre sénatorial. Les consuls sortants rentrent dans le groupe des consulaires, rang qui ouvre l'accession à des postes importants dans l'administration impériale comme le poste de préfet de la Ville, ou le proconsulat des prestigieuses provinces d'Asie et d'Afrique, qui leur est réservé, privilège qui est maintenu lorsque la réforme de Dioclétien subdivise les provinces, et est même étendu entre 312 et 315 à la province d'Achaïe.
Après Constantin Ier, le consulat devient un honneur particulièrement coûteux qui oblige, le premier janvier, jour d'inauguration du titre, à célébrer des jeux et à distribuer des cadeaux précieux, tels que les diptyques consulaires en ivoire. Le discours de remerciement au peuple prononcé par le nouveau consul sous la République est remplacé par un panégyrique adressé à l'empereur. L'activité juridique des consuls se réduit à un vestige, présider avant l'ouverture des jeux une cérémonie d'affranchissement d'esclaves. Passé ce jour de gloire, les consuls n'ont plus rien à faire,. Les consuls suffects doivent quant à eux présider le 21 avril les cérémonies anniversaires de la fondation de Rome, également marquées par des jeux.

## Listes des consuls

### Fastes

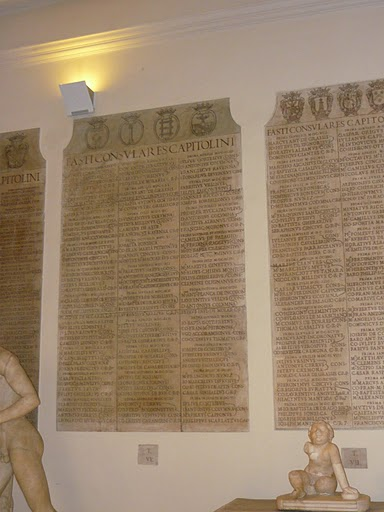
Fasti Capitolini, exposés au palais des Conservateurs, à Rome.

Les Fastes consulaires sont les listes chronologiques des consuls, traditionnellement tenues par le pontifex maximus durant la République. Celles que possèdent les historiens ont été en grande partie réalisées à partir de l'Histoire de Rome de Tite-Live, pour la période allant des débuts de la République à l'an 9 av. J.-C. et à partir d'une version épigraphique de l'époque d'Auguste, les Fastes capitolins. Le Chronographe de 354 constitue une autre source allant de 509 av. J.-C. jusqu'en 354 ap. J.-C. Les Fastes attribués à Hydace vont jusqu'en 468 ap. J.-C. et le Chronicon Paschale byzantin récapitule jusqu'aux derniers consuls.
Jusqu'en 153 av. J.-C., l'entrée en fonction des consuls ordinaires ne se fait pas le premier janvier, et a changé plusieurs fois au cours des siècles précédents, l'année consulaire ne coïncide donc pas avec l'année civile. Les listes chronologiques établies par les chercheurs sont donc entachées d'approximations dues à ces chevauchements.
Les premières années de la République sont jugées peu fiables, et la chronologie n'est considérée comme assez sûre qu'à partir de 503 av. J.-C.. Le classement des consuls des Ve et IVe siècles av. J.-C. comme plébéiens ou patriciens a été un sujet de controverses, entre les études de Mommsen et Beloch, qui rejetaient les mentions de plébéiens comme des interpolations, et les avis plus récents qui préfèrent admettre la présence de plébéiens sur des périodes pour lesquelles Tite-Live affirme une domination patricienne sans partage.
Ces listes ne récapitulent que les consuls éponymes, mais on identifie aussi certains consuls suffects grâce à divers documents épigraphiques, tels que les Fastes d'Ostie, les Fasti Potentini ou les diplômes militaires.

### Datation
Les consuls ordinaires donnent leur nom à l'année de leur mandat, dans l'ordre où ils ont été élus ; on les qualifie alors de « consuls éponymes ». Par exemple, Suétone écrit que « Auguste naquit sous le consulat de M. Tullius Cicéron et de C. Antonius »,.
À partir de 312, cette méthode commence à être remplacée pour dater les actes juridiques par l'indication de l'année d'indiction, suivant une chronologie administrative. Néanmoins, on continue la diffusion du nom des consuls ordinaires dans toutes les provinces, où ils sont rendus publics pour la désignation de l'année.
Exceptionnellement, sous le Bas-Empire, il y a eu des années sans consuls (351, 375, 477). L'année sans consul est alors datée par la formule « après le consulat de X et Y ». Par deux fois, les années 531/532 et 536/537 n'eurent pas de consuls. Bélisaire étant seul consul en 535, 536 est l'année après le consulat de Bélisaire (post consulatum Belisarii), et 537 est la deuxième année après le consulat de Bélisaire (II post consulatum Belisarii). Les années qui suivent le dernier consulat de 541 sont numérotées de II à XXV après le consulat de Basile, puis lorsque l'empereur devient consul perpétuel en 567, les années sont comptées à partir de son consulat.

### Épigraphie

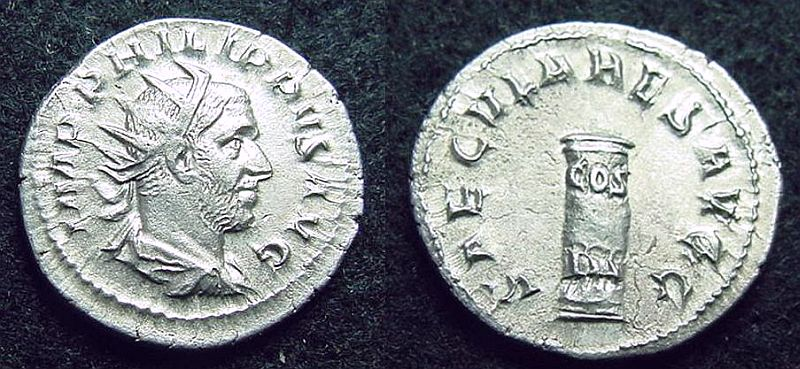
Antoninien commémorant le 3e consulat (« COS III ») de l'empereur Philippe (248).

Le mot consul dans l'épigraphie latine s'abrège en : COS pour « CO[n]S[ul] », au pluriel COSS pour « CO[n]S[ule]S ». La disparition du « n » s'explique par le fait qu'en latin un « [n] » devant un « [s] » n'était pas prononcé dans la diction courante mais s'amuïssait (en allongeant la voyelle précédente). Ainsi, consul était prononcé [ko:sul], comme en témoignent les graphies anciennes « COSOL », tandis que la graphie classique figure comme un rappel étymologique la consonne nasale dans les textes, même si elle n'est pas prononcée.

### Ouvrages antiques
1. ↑  Tacite, Annales, I, 1 ; Tite-Live, Histoire romaine, I, 60 ; Denys d'Halicarnasse, IV, 74, 5.
2. ↑  Tite-Live, Histoire romaine, III, 55, 12.
3. ↑  Festus, De la signification des noms, II, « CONSULAS ».
4. ↑  Polybe, Histoire générale, XVI, 23, 7.
5. ↑  Tite-Live, Histoire romaine, XL, 44, 10.
6. ↑  Dion Cassius, Histoire romaine, 42, 20, 3-4.
7. ↑  Dion Cassius, Histoire romaine, 43, 46, 2 ; Suétone, Vie de César, 76.
8. ↑  Tite-Live, Histoire romaine, XL, 44, 1.
9. ↑  Salluste, Guerre de Jugurtha, 114.
10. ↑  Dion Cassius, Histoire romaine, XLI, 43.
11. ↑  Tite-Live, Histoire romaine, XXI, 63.
12. ↑  Cicéron, De Lege agraria contra Rullum, 2, 1, 1-3.
13. ↑  Polybe, Histoire générale, VI, 12.
14. ↑  Tite-Live, Histoire romaine, XXII, 45, alternance entre Paul-Émile et Varron avant la bataille de Cannes.
15. ↑  Tite-Live, Histoire romaine, II, 8.
16. ↑  Cicéron, De republica, II, 53-54.
17. ↑  Tite-Live, Histoire romaine, III, 55.
18. ↑  Tite-Live, Histoire romaine, X, 9.
19. ↑  Tite-Live, IV, 53 ; Denys d'Halicarnasse, VIII, 87.
20. ↑  Periochae de Tite-Live, 48 et 55 ; Appien, Ibérique, 49.
21. ↑  Plutarque, Vies parallèles. Vie de Caton le Jeune, 33 ; Vie de César, 15.
22. ↑  Plutarque, Vie de Cicéron, 23
23. ↑  Dion Cassius, Histoire romaine, livre 48, 32, 33, 35 et 43.
24. ↑  Dion Cassius, Histoire romaine, 54, 6, 1-3.
25. ↑  Dion Cassius, Histoire romaine, 54, 10, 1-2.
26. ↑  Dion Cassius, Histoire romaine, 55, 34, 2.
27. ↑  Suétone, Vie de Domitien, 13.
28. ↑  Suétone, Vie de Caligula, 17.
29. ↑  Ammien Marcellin, Histoires, XXII, 7, 2.
30. ↑  Claudius Mamertinus, panégyrique XI, 22 dans Panégyriques latins.
31. ↑  (la) Hydace de Chaves, Fastes, .
32. ↑  Suétone, Vie d'Auguste, 5.

### Ouvrages modernes
1. 1 2  Cébeillac-Gervasoni, Chauvot et Martin 2003, p. 50-51.
2. 1 2  Le Glay 1990, p. 61.
3. ↑  Piel et Minéo 2011, p. 93.
4. ↑  (en) Alexander Bergk, « The development of the praetorship in the third century BC », dans Hans Beck, Antonio Duplá, Martin Jehne et Francisco Pina Polo (éd.), Consuls and Res Publica : holding high office in the Roman Republic, Cambridge, CUP, septembre 2011, 376 p. (lire en ligne), p. 61-74.
5. ↑  Inscription référencée CIL VI, 01285.
6. ↑  Theodor Mommsen, Histoire romaine. Depuis l’expulsion des rois jusqu’à la réunion des États italiques, chap. premier.
7. ↑  Heurgon 1993, p. 274.
8. ↑  Cébeillac-Gervasoni, Chauvot et Martin 2003, p. 57-58.
9. ↑  Deniaux 2001, p. 40.
10. 1 2  Cébeillac-Gervasoni, Chauvot et Martin 2003, p. 59.
11. 1 2  Christol et Nony 2003, p. 43-44.
12. ↑  Deniaux 2001, p. 56-57.
13. 1 2  Cébeillac-Gervasoni, Chauvot et Martin 2003, p. 96.
14. ↑  Christol et Nony 2003, p. 47.
15. ↑  Deniaux 2001, p. 17.
16. 1 2 3 4  Cébeillac-Gervasoni, Chauvot et Martin 2003, p. 138.
17. ↑  Deniaux 2001, p. 102.
18. 1 2  Christol et Nony 2003, p. 78.
19. ↑  Christol et Nony 2003, p. 78-79.
20. ↑  Cébeillac-Gervasoni, Chauvot et Martin 2003, p. 130.
21. ↑  Deniaux 2001, p. 94.
22. 1 2 3  Nicolet 2001, p. 406.
23. ↑  Christol et Nony 2003, p. 80.
24. ↑  Deniaux 2001, p. 22.
25. ↑  Christol et Nony 2003, p. 91.
26. ↑  Cébeillac-Gervasoni, Chauvot et Martin 2003, p. 159.
27. ↑  Christol et Nony 2003, p. 106.
28. ↑  Christol et Nony 2003, p. 109.
29. ↑  Cébeillac-Gervasoni, Chauvot et Martin 2003, p. 168.
30. ↑  Nicolet 2001, p. 425.
31. ↑  Christol et Nony 2003, p. 111.
32. ↑  Cébeillac-Gervasoni, Chauvot et Martin 2003, p. 184.
33. ↑  Nicolet 2001, p. 417.
34. ↑  Christol et Nony 2003, p. 128.
35. ↑  Cébeillac-Gervasoni, Chauvot et Martin 2003, p. 180.
36. ↑  Hollard 2010, p. 160-162.
37. 1 2 3  Nicolet 2001, p. 405.
38. 1 2  Cébeillac-Gervasoni, Chauvot et Martin 2003, p. 137-138.
39. ↑  Deniaux 2001, p. 101.
40. 1 2 3 4 5  Deniaux 2001, p. 93.
41. ↑  François Hinard, Sylla, Fayard, 1985,  (ISBN 2-213-01672-0), p. 238.
42. ↑  Deniaux 2001, p. 45.
43. ↑  Nicolet 2001, p. 341.
44. ↑  Deniaux 2001, p. 123.
45. ↑  Deniaux 2001, p. 97.
46. ↑  Deniaux 2001, p. 193.
47. ↑  Gaffiot, page 1508 : sens 2 a : « mettre, élire à la place de »
48. ↑  Annette Flobert, traduction et notes de l'Histoire romaine de Tite-Live, p. 290, note 304.
49. ↑  Crawford, Roman Republican Coinage, p. 455, 456.
50. ↑  Nicolet 2001, p. 396.
51. ↑  Nicolet 2001, p. 395.
52. 1 2 3 4 5  Deniaux 2001, p. 91.
53. ↑  Grimal 1981, p. 119.
54. ↑  Hollard 2010, p. 36.
55. 1 2 3  Cébeillac-Gervasoni, Chauvot et Martin 2003, p. 52.
56. ↑  Deniaux 2001, p. 90.
57. ↑  Nicolet 2001, p. 376 et 395.
58. ↑  Deniaux 2001, p. 92.
59. ↑  Le Glay 1990, p. 86.
60. ↑  Grimal 1981, p. 115.
61. 1 2  Deniaux 2001, p. 41.
62. ↑  Deniaux 2001, p. 42.
63. ↑  Nicolet 2001, p. 307.
64. ↑  Nicolet 2001, p. 243.
65. ↑  Nicolet 2001, p. 245.
66. ↑  Nicolet 2001, p. 242.
67. ↑  Deniaux 2001, p. 120-121.
68. ↑  Heurgon 1993, p. 208.
69. 1 2 3 4  Deniaux 2001, p. 104-105.
70. ↑  Charles Victor Daremberg et Edmond Saglio, Dictionnaire des Antiquités grecques et romaines, article « CONSUL », « ornements consulaires », p. 713, .
71. ↑  Charles Victor Daremberg et Edmond Saglio, Dictionnaire des Antiquités grecques et romaines, tome 3, article « IMPERIUM », « ornements consulaires », p. 420,  ; tome 1, article « ADBICATIO », p. 6, .
72. ↑  Le Glay 1990, p. 147.
73. ↑  Grimal 1981, p. 122.
74. ↑  (de) K. Bringman, Das Zweite Triumvirat, 1988, Darmstadt, p. 22-38.
75. ↑  Hollard 2010, p. 164-165.
76. ↑  Petit 1974, p. 17-18.
77. ↑  Petit 1974, p. 31.
78. ↑  Petit 1974, p. 19 et 21.
79. ↑  Hollard 2010, p. 220-223.
80. 1 2  Petit 1971, p. 227-228.
81. ↑  Petit 1971, p. 129.
82. ↑  Petit 1974, p. 75.
83. ↑  Syme 1958, p. 1.
84. 1 2  Barbara Levick, traduit de l’anglais par Isabelle Cogitore, Claude, édition originale anglaise 1990, Infolio, 2002,  (ISBN 2884742018), p. 125-127.
85. ↑  Sabine Lefebvre, L'administration de l'Empire romain d'Auguste à Dioclétien, Armand Collin, coll. « Cursus Histoire », 2011,  (ISBN 978-2-200-35575-3), p. 25.
86. ↑  Petit 1974, p. 305.
87. ↑  Christol 1986, p. 7.
88. ↑  Christol 1986, p. 15.
89. ↑  Christol 1986, p. 18.
90. ↑  Christol 1986, p. 16.
91. ↑  Christol 1986, p. 16-17.
92. ↑  Christol 1986, p. 21.
93. ↑  Christol 1986, p. 24.
94. ↑  Christol 1986, p. 37-38.
95. ↑  Christol 1986, p. 47.
96. ↑  Christol 1986, p. 61-63.
97. ↑  Christol 1986, p. 89.
98. ↑  Chastagnol 1994, p. 69-70.
99. ↑  Christol 1986, p. 90.
100. ↑  Petit 1974, p. 470.
101. ↑  Christol 1986, p. 91.
102. ↑  Chastagnol 1994, p. 216-218.
103. ↑  Cébeillac-Gervasoni, Chauvot et Martin 2003, p. 402.
104. ↑  Chastagnol 1994, p. 218.
105. ↑  Remondon 1970, p. 192.
106. ↑  Morrisson 2004, p. 80.
107. 1 2  Morrisson 2004, p. 92.
108. ↑  Morrisson 2004, p. 34.
109. ↑  Georg Ostrogorsky, traduction française de J. Gouillard, Histoire de l’État byzantin, Payot, 1977,  (ISBN 2228070610), p. 275.
110. ↑  Christol et Nony 2003, p. 203.
111. ↑  Petit 1971, p. 134.
112. ↑  Petit 1974, p. 47.
113. ↑  Petit 1974, p. 542.
114. ↑  Chastagnol 1994, p. 28-29.
115. ↑  Chastagnol 1994, p. 219.
116. ↑  Vincent Puech, Constantin, Ellipses édition marketing, 2011,  (ISBN 978-2-7298-6670-9), p. 115-117.
117. ↑  Piel et Minéo 2011, p. XIII.
118. 1 2  Charles Victor Daremberg et Edmond Saglio, Dictionnaire des Antiquités grecques et romaines, tome 2, article « FASTI », p. 1006, .
119. ↑  Les consuls
120. ↑  Heurgon 1993, p. 385.
121. ↑  (la) Ladislav Vidman, Fasti ostienses, 1982, Academiae Scientiarum Bohemoslovacae, Prague, 159 pages.
122. ↑  (it) Edvige Percossi Serenelli, Gianfranco Paci, Werner Eck, Per una nuova edizione dei Fasti Potentini , revue Picus, studi e ricerche sulle Marche nell’antichità, no 23, 2003, Rome, pages 51 à 108.
123. ↑  Petit 1974, p. 548.
124. 1 2  « Consul », dans Charles Victor Daremberg et Edmond Saglio (dir.), Dictionnaire des Antiquités grecques et romaines, 1877-1919 [détail de l’édition] (lire en ligne) (« quelques transcriptions d'articles », sur mediterranees.net).
125. ↑  Mireille Cébeillac-Gervasoni, Maria Letizia Caldelli, Fausto Zevi, Épigraphie latine. Ostie : cent inscriptions dans leur contexte, Armand Colin, 2006,  (ISBN 2-200-21774-9), p. 34.
126. ↑  Pierre Monteil, Éléments de phonétique et de morphologie du latin, Nathan, 1970, p. 75.

### Auteurs antiques
- Ammien Marcellin, Histoire de Rome, Paris, 1860 (lire en ligne)
- Cicéron (trad. M. Villemain), De la République, Paris, 1878 (lire en ligne)
- Denys d'Halicarnasse (trad. Philippe Remacle), Antiquités romaines, Paris (lire en ligne)
- Dion Cassius (trad. R. Gros), Histoire romaine, Paris, Firmin Didot frères, fils et Cie, 1848 et suivantes (lire en ligne)
- Plutarque (trad. Ricard), Vies parallèles, Paris, 1844 (lire en ligne)
- Polybe (trad. H. Félix Bouchot), Histoire générale, Paris, 1847 (lire en ligne)
- Salluste (trad. François Richard), Guerre contre Jugurtha, Paris, 1933 (lire en ligne)
- Suétone (trad. M. Baudement), Vie des douze Césars, Paris, 1845 (lire en ligne)
- Tacite (trad. Pierre Grimal), Annales, Histoires, Paris, Gallimard, coll. « La Pléiade », 1990 (ISBN 2-07-011176-8)
- Tite-Live (trad. Désiré Nisard), Histoire romaine, Paris, 1864 (lire en ligne)
- H. Stern, Le Calendrier de 354. Étude de son texte et de ses illustrations, Paris, 1953

### Auteurs modernes
: document utilisé comme source pour la rédaction de cet article.
- (de) Géza Alföldy, Konsulat und Senatorenstand unter den Antoninen. Prosopographische Untersuchungen zur senatorischen Führungsschicht, Bonn, Habelt, 1977
- (en) Hans Beck, Antonio Duplà, Martin Jehne et al., Consuls and Res Publica : Holding High Office in the Roman Republic, Cambridge University Press, 2011, 376 p. (ISBN 978-1-107-00154-1)
- Mireille Cébeillac-Gervasoni, Alain Chauvot et Jean-Pierre Martin, Histoire romaine, Paris, Armand Colin, 2003, 471 p. (ISBN 2-200-26587-5)
- André Chastagnol, L'évolution politique, sociale et économique du monde romain de Dioclétien à Julien : La mise en place du régime du Bas-Empire (284-363), Sedes, coll. « Regards sur l'histoire » (no 47), 1994 (1re éd. 1985), 394 p. (ISBN 2-7181-3552-2)
- Michel Christol et Daniel Nony, Rome et son empire, des origines aux invasions barbares, Paris, Hachette, 2003 (1re éd. 1974), 300 p. (ISBN 2-01-145542-1)
- Michel Christol, Essai sur l'évolution des carrières sénatoriales : deuxième moitié du IIIe siècle après J.-C., Nouvelles Éditions Latines, 1986, 354 p. (ISBN 978-2-7233-0307-1, lire en ligne)
- Michael Crawford, Roman Republican Coinage, Cambridge University Press (1974–2001).
- (it) Attilio Degrassi, I fasti consolari dell'impero romano : dal 30 avanti Cristo al 613 dopo Cristo, Rome, Edizioni di storia e letteratura, 1952, 286 p.
- Élisabeth Deniaux, Rome, de la Cité-État à l'Empire, Institutions et vie politique, Paris, Hachette, 2001, 256 p. (ISBN 2-01-017028-8)
- (de) Werner Eck, Senatoren von Vespasian bis Hadrian. Prosopographische Untersuchungen mit Einschluss der Jahres- u. Provinzialfasten der Statthalter, Munich, Beck, 1970, 284 p. (ISBN 3-406-03096-3)
- François Jacques et John Scheid, Rome et l'intégration de l'Empire (44 av. J.-C.260 ap. J.-C.). Tome 1, PUF, 1999, 480 p. (ISBN 978-2-13-044882-2)
- Marcel Le Glay, Rome, grandeur et déclin de la République, Perrin, 1990 (ISBN 2-262-00751-9)
- Pierre Grimal, La Civilisation romaine, Paris, Flammarion, 1981 (1re éd. 1960), 369 p. (ISBN 2-08-081101-0)
- Jacques Heurgon, Rome et la Méditerranée occidentale jusqu'aux guerres puniques, Paris, Presses universitaires de France, coll. « Nouvelle Clio : l'histoire et ses problèmes » (no 7), 1993 (réimpr. 1980), 3e éd. (1re éd. 1969), 477 p. (ISBN 2-13-045701-0 et 978-2-13-045701-5, présentation en ligne)
- Virginie Hollard, Le rituel du vote. Les assemblées du peuple romain, Paris, CNRS Éditions, 2010, 292 p. (ISBN 978-2-271-06925-2)
- Antony Hostein, « Le consulat ordinaire à l’époque tétrarchique », Bulletin de la Société Nationale des Antiquaires de France,‎ 2008, p. 209-224 (lire en ligne).
- (de) Paul Leunissen, Konsuln und Konsulare in der Zeit von Commodus bis Severus Alexander (180 - 235 n. Chr.) : prosopographische Untersuchungen zur senatorischen Elite im römischen Kaiserreich, Amsterdam, J. C. Gieben, 1989, 490 p. (ISBN 90-5063-028-6)
- Julie Martin-De Royer, Les Consuls et le Consulat des Flaviens aux Sévères (thèse de doctorat), Paris, Université Paris-Sorbonne, 2002, 2443 p.
- (de) MischaMeier, « Das Ende des Konsulats im Jahr 541/42 und seine Gründe. Kritische Anmerkungen zur Vorstellung eines « Zeitalters Justinians » », Zeitschrift für Papyrologie und Epigraphik, no 138,‎ 2002, p. 277–299
- (en) Inge Mennen, Power and status in the Roman Empire, AD 193-284, Boston, Brill, 2011, 305 p. (ISBN 978-90-04-20359-4, lire en ligne)
- Cécile Morrisson (dir.), Le monde byzantin, t. 1, Paris, PUF, coll. « Nouvelle Clio – l’histoire et ses problèmes », 2004, 486 p. (ISBN 2-13-052006-5)
- Claude Nicolet, Rome et la conquête du monde méditerranéen 264–27 av. J.-C., Paris, PUF, coll. « Nouvelle Clio, l'Histoire et ses problèmes », 2001, 10e éd. (1re éd. 1979), 462 p. (ISBN 2-13-051964-4)
- Paul Petit, Histoire générale de l’Empire romain, Seuil, 1974, 799 p. (ISBN 2-02-002677-5)
- Paul Petit, La paix romaine, Paris, PUF, coll. « Nouvelle Clio – l’histoire et ses problèmes », 1971, 2e éd. (1re éd. 1967)
- Thierry Piel et Bernard Minéo, Et Rome devint une République, LEMME edit, 2011 (ISBN 978-2-917575-26-0)
- (en) Francisco Pina Polo, The consul at Rome : the civil functions of the consuls in the Roman Republic, Rome, Cambridge University Press, 2011, 379 p. (ISBN 978-0-521-19083-1)
- Roger Remondon, La crise de l’Empire romain, Paris, PUF, coll. « Nouvelle Clio – l’histoire et ses problèmes », 1970, 2e éd. (1re éd. 1964)
- (en) Ronald Syme, « Consulates in absence », The Journal of Roman Studies, no 48 1/2,‎ 1958, p. 1–9
- (la) Ladislav Vidman, Fasti ostienses, Prague, Academiae Scientiarum Bohemoslovacae, 1982, 159 p.
- (en) Alan Cameron et Diane Schauer, « The last consul : Basilius and his diptych » [« Le dernier consul : Basilius et son diptyque »], The Journal of Roman Studies, vol. 72,‎ novembre 1982, p. 126-145 (DOI 10.2307/299119).